# Kleinniedesheim

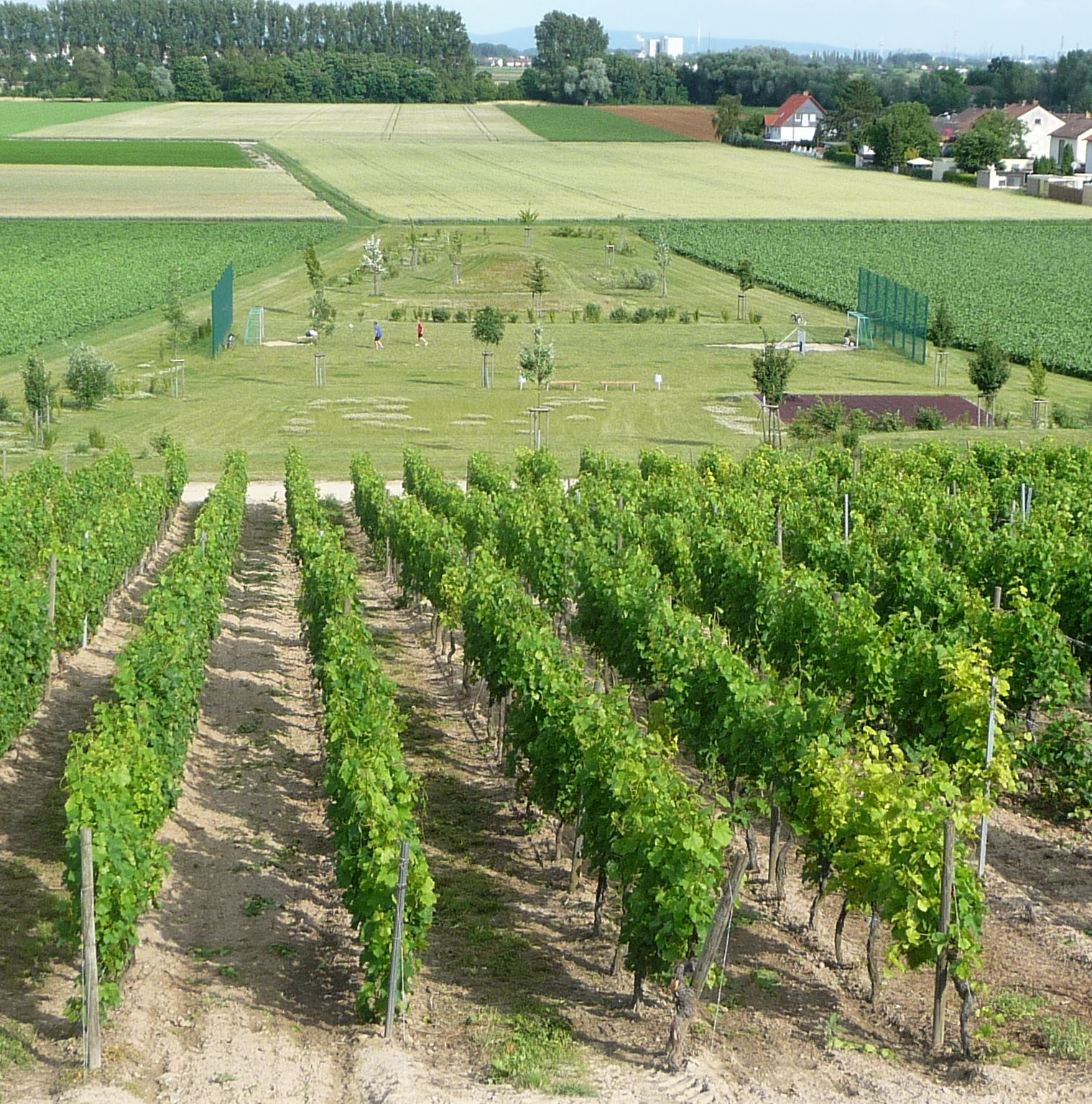
Landschaftsbild von Kleinniedesheim

Kleinniedesheim, pfälzisch auch Klänidsem oder oft nur Nidsem, ist eine Ortsgemeinde im Rhein-Pfalz-Kreis in Rheinland-Pfalz. Mit ihren rund 950 Einwohnern ist sie die kleinste Kommune des Rhein-Pfalz-Kreises und die einzige, die weniger als 1000 Einwohner hat. Sie gehört der Verbandsgemeinde Lambsheim-Heßheim an.

## Geographie
Kleinniedesheim liegt in der Vorderpfalz und grenzt im Norden unmittelbar an das rheinhessische Worms. Weitere Nachbargemeinden sind im Osten Bobenheim-Roxheim, im Süden Beindersheim und im Südwesten Großniedesheim. Zur Gemeinde gehören zusätzlich die Wohnplätze Grenzhof und Katharinenhof. Der Eckbach bildet größtenteils die östliche Gemarkungsgrenze.

## Geschichte

### Zeit bis 1800
Kleinniedesheim ist eine fränkische Ortsgründung aus dem 6./7. Jahrhundert. Die älteste erhaltene schriftliche Nennung stammt von 1190 und steht Lehensverzeichnis des Werner II. von Bolanden, wo es als Uzelnheim erwähnt wird. Im 16. Jahrhundert hatte sich der Name über Ützelheim, Nützelheim, Nitzelsheim zu Nittelheim gewandelt. Wegen der Namensähnlichkeit und gleichen Geschichte mit Nittesheim nahmen beide Orte den gleichen Namen mit Unterscheidung durch die Vorsilben Groß- und Klein- an.
Die Geschichte von Kleinniedesheim entspricht weitgehend der von Großniedesheim. Das Kloster Otterberg war im Ort begütert. Ab der frühen Neuzeit gehörte der Ort zur Kurpfalz und war innerhalb dieser dem Oberamt Alzey sowie dem Unteramt Freinsheim untergeordnet. 

### 19. und 20. Jahrhundert
Nach der Inbesitznahme des Linken Rheinufers in den französischen Revolutionskriegen (1794) gehörte Kleinniedesheim von 1798 bis 1814 zum französischen Kanton Frankenthal im Departement Donnersberg und unterstand der Mairie Grosniedesheim.
Aufgrund der auf dem Wiener Kongress getroffenen Vereinbarungen kam das Gebiet im Juni 1815 zu Österreich. Am 14. April 1816 wurde zwischen Österreich und Bayern ein Staatsvertrag geschlossen, in dem ein Austausch verschiedener Staatsgebiete vereinbart wurde. Hierbei wurden die linksrheinischen österreichischen Gebiete zum 1. Mai 1816 an das Königreich Bayern abgetreten. Im Jahr 1818 kam „Klein-Niedesheim“ zum Landkommissariat Frankenthal im bayerischen Rheinkreis; aus diesem ging das Bezirksamt Germersheim hervor.
Ab 1939 war die Gemeinde Bestandteil des Landkreises Frankenthal (Pfalz). Nach dem Zweiten Weltkrieg wurde der Ort innerhalb der französischen Besatzungszone Teil des damals neu gebildeten Landes Rheinland-Pfalz, womit die Zugehörigkeit zu Bayern endete.
Mit der Auflösung des Landkreises Frankenthal im Jahr 1969 im Zuge der ersten rheinland-pfälzischen Verwaltungsreform kam der Wechsel zum Landkreis Ludwigshafen, der seit 2004 Rhein-Pfalz-Kreis heißt; anschließend erfolgte die Zuordnung zur damals neuen Verbandsgemeinde Heßheim. Diese fusionierte 2014 mit der zuvor verbandsfreien Gemeinde Lambsheim zur Verbandsgemeinde Lambsheim-Heßheim.

## Einwohnerentwicklung
Aus dem Jahr 1667 liegt mit 134 Einwohnern die erste Bevölkerungszahl vor. Eine stärkere Bevölkerungszunahme gab es erst im 18. Jahrhundert während der wirtschaftlichen Blütezeit unter der Regierung von Kurfürst Karl Theodor. Durch Neuansiedler, hauptsächlich Kleinbauern, kam es Anfang des 19. Jahrhunderts zu einem starken Bevölkerungsanstieg von 242 Einwohnern im Jahr 1801 auf 410 im Jahr 1836. Die Ortsgrenzen aus dem kurz darauf im Jahr 1842 erstmals erstellten exakten Ortsgrundriss blieben bis zum Zweiten Weltkrieg weitgehend erhalten. Ebenso wuchs die Bevölkerungszahl kaum an, 1939 betrug sie 437. Anders als viele umliegende Ortschaften blieb Kleinniedesheim lange Zeit landwirtschaftlich geprägt. Trotz der Nähe zu den Städten Worms und Frankenthal wurden erst nach dem Zweiten Weltkrieg durch Ausweisung von Neubaugebieten im Nordosten Wohnsiedlungen für auswärts beschäftigte Arbeiter und Angestellte angelegt.

## Politik

### Gemeinderat
Der Gemeinderat in Kleinniedesheim besteht aus zwölf Ratsmitgliedern, die bei der Kommunalwahl am 9. Juni 2024 in einer personalisierten Verhältniswahl gewählt wurden, und dem ehrenamtlichen Ortsbürgermeister als Vorsitzendem.
Die Sitzverteilung im Gemeinderat:
| Wahl | SPD | CDU | FWG | Gesamt   |
| ---- | --- | --- | --- | -------- |
| 2024 | 4   | –   | 8   | 12 Sitze |
| 2019 | 4   | –   | 8   | 12 Sitze |
| 2014 | 2   | 3   | 7   | 12 Sitze |
| 2009 | 2   | 3   | 7   | 12 Sitze |
| 2004 | 2   | 2   | 8   | 12 Sitze |

- FWG = Freie Wählergruppe Kleinniedesheim e. V.

### Bürgermeister
Bei der Wahl zum Ortsbürgermeister im Jahr 2009 setzte sich Ewald Merkel (FWG) mit 70,7 % der Stimmen durch. Er löste Norbert Buch ab. Merkel wurde bei der Direktwahlen 2014 mit 68,7 % und 2019 mit 74,7 % wiedergewählt. Bei der Direktwahl am 9. Juni 2024 setzte er sich mit einem Stimmenanteil von 59,5 % gegen einen Mitbewerber durch und wurde damit für weitere fünf Jahre in seinem Amt bestätigt.

### Wappen
| Wappen von Kleinniedesheim | Blasonierung: „In Gold ein grüner Eichenzweig mit zwei grünen Eicheln und einem grünen Eichenblatt.“ |
| Wappen von Kleinniedesheim | Wappenbegründung: Es geht zurück auf das gemeinsame Gerichtssiegel von Groß- und Kleinniedesheim aus dem 15. Jahrhundert und verweist mit dem Eichenzweig auf die ehemalige Ortsherrschaft der Herren von Falkenstein. |

## Kulturdenkmäler
Schloss

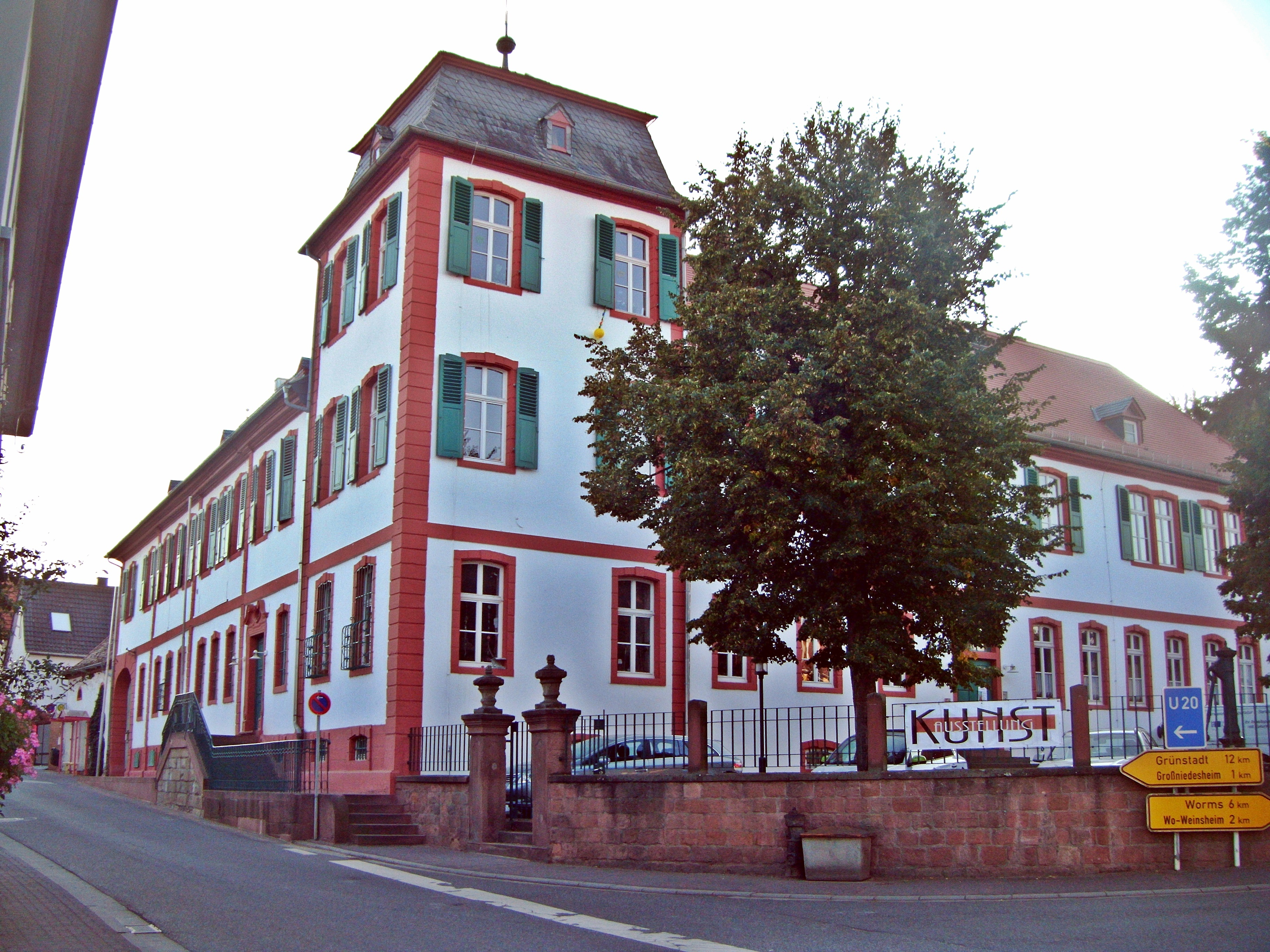
Schloss Kleinniedesheim von Norden

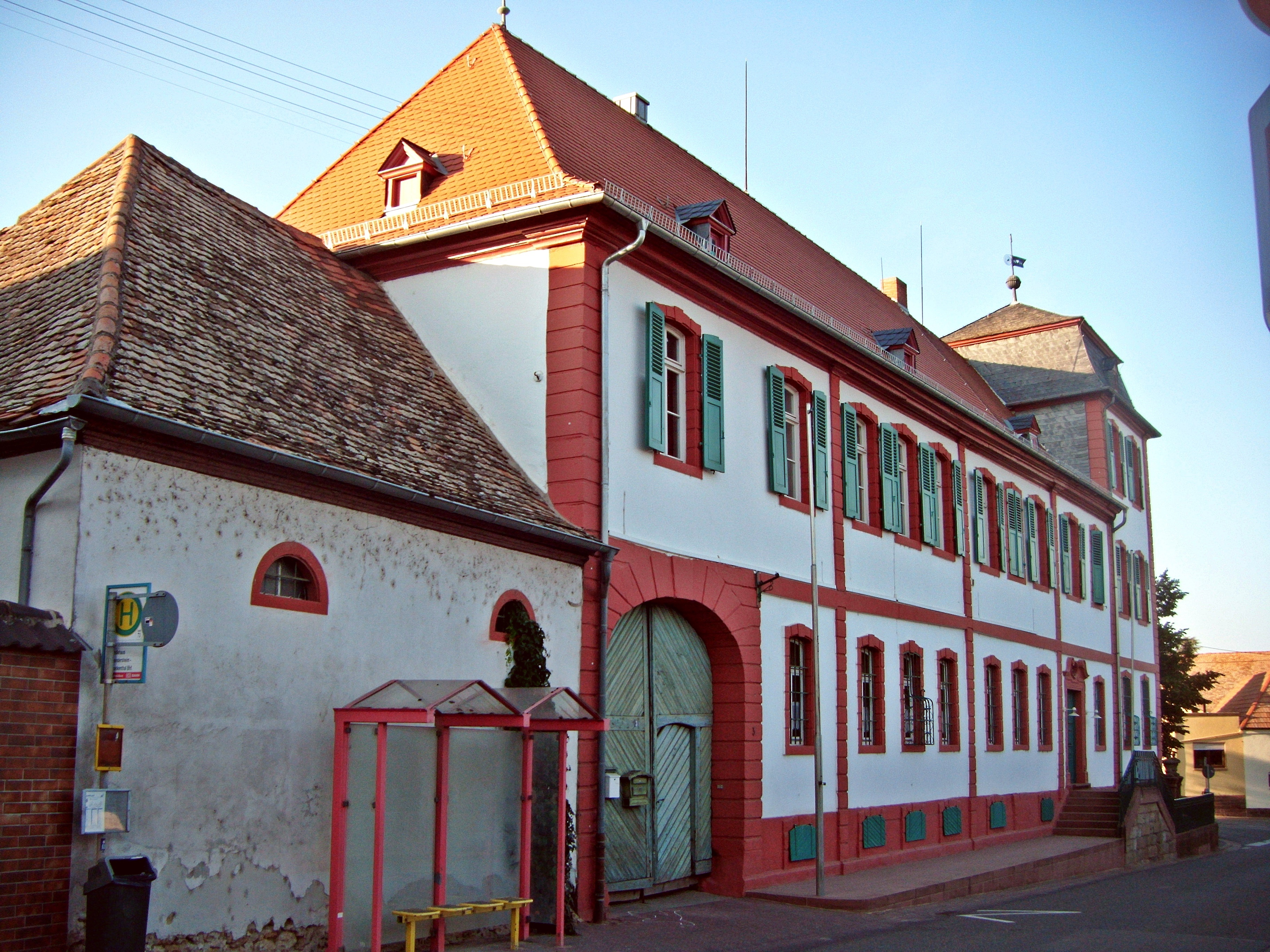
Schloss Kleinniedesheim von Süden

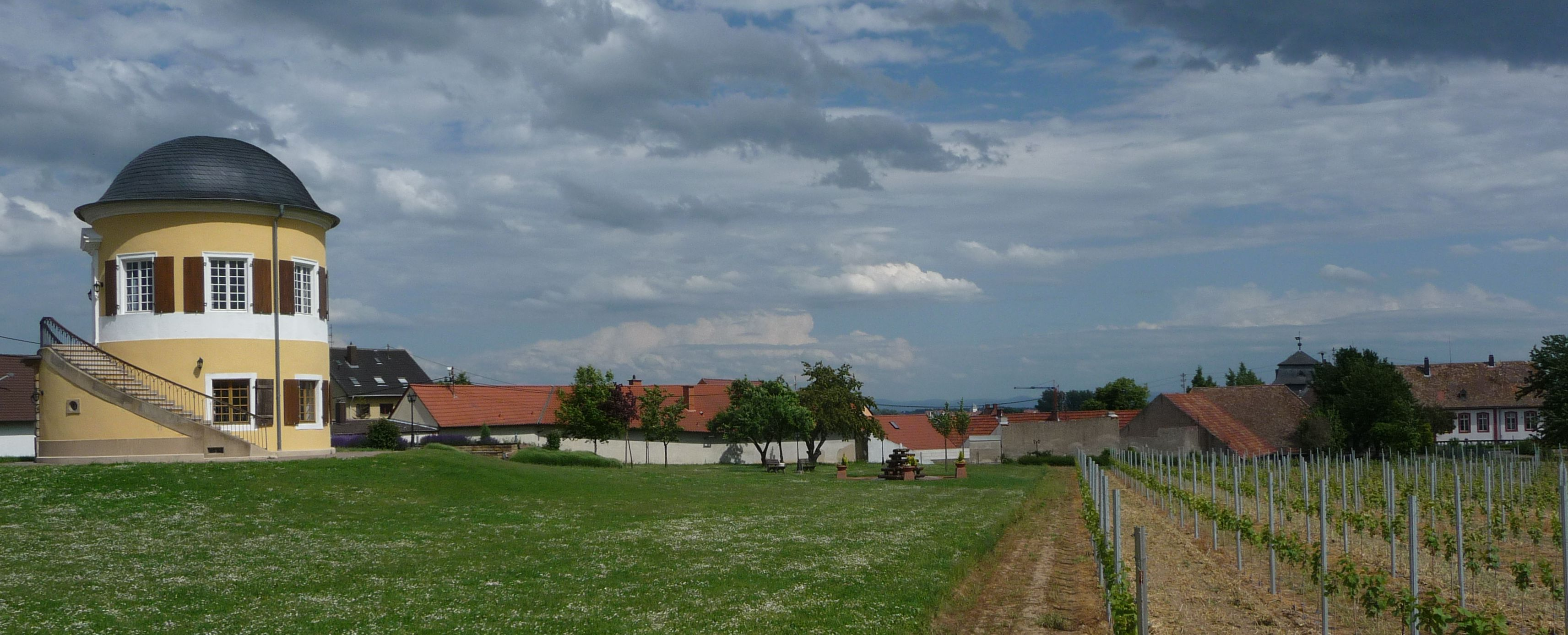
Pavillon und Schlossgarten

Das Kleinniedesheimer Schloss (aus Verwandtschaftsgründen auch Propst Maudraisches Schloss genannt) wurde in den Jahren 1733 bis 1735 vom kurkölnischen Geheimen Rat von Steffne erbaut und von dessen Sohn an Carl Christoph von Gagern verkauft. Es hatte seitdem oft wechselnde Eigentümer. Heute gehört der südliche Teil des Schlosses und der Schlosshof der Familie Westkirch, deren Vorfahren aus Amsterdam stammen. Der Nordflügel und ein Teil des Westflügels mit dem Eingangsportal sind Eigentum der Gemeinde, die es als Gemeindehaus nutzen. In den Jahren 1985 bis 1988 wurde das Schloss umfangreich renoviert.
Pavillon im Schlossgarten
Der südländisch anmutende Pavillon im Schlossgarten dient mittlerweile als Standesamt und ist ein Wahrzeichen Kleinniedesheims.
Protestantische Kirche
Die protestantische Kirche wurde in den Jahren 1725/26 erbaut und im Jahr 1966 renoviert.
Gemeindehaus
Das alte Gemeindehaus wurde im Jahr 1766 erbaut. Heute ist die Gemeindeverwaltung im Schloss untergebracht.

## Wirtschaft und Infrastruktur

### Wirtschaft
Im Zeitraum von 2002 bis 2016 entstand der Windpark Dirmstein-Groß-/Kleinniedesheim-Heuchelheim, der sich teilweise über das Gemeindegebiet erstreckt.

### Verkehr
Kleinniedesheim liegt an der Landesstraße 456, die von Heuchelheim nach Worms führt. Vor Ort zweigt von dieser die Landesstraße 457 nach Bobenheim-Roxheim ab.

### Behörden
Die Gemeinde gehört zum Zuständigkeitsbereich des Amtsgericht Frankenthal (Pfalz).

## Persönlichkeiten

### Söhne und Töchter der Gemeinde
- Hans Christoph Ernst von Gagern (1766–1852), politischer Schriftsteller und Staatsmann
- Johannes Mehring (1815–1878), einer der wichtigsten Wegbereiter der modernen Imkerei

### Mit der Gemeinde verbundene Persönlichkeiten
- Karl Christoph Gottlieb von Gagern (1743–1825), Freiherr, französischer Offizier und hoher Hofbeamter im Herzogtum Pfalz-Zweibrücken; Schlossherr in Kleinniedesheim